# Allianoi

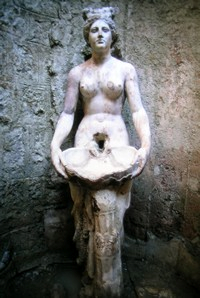
Nymphe d'Allianoi, symbole de la sauvegarde du site, aujourd'hui conservée au musée archéologique de Bergama

Allianoi est un complexe thermal romain du IIe siècle, situé près de l'actuelle cité de Bergama en Turquie. C'est aujourd'hui un site archéologique majeur, par son étendue et sa richesse, menacé d'immersion par la construction d'un barrage.

## Menaces sur le site
Les autorités turques construisent un barrage pour l'irrigation, en amont du site d'Allianoi. Elles prévoient d'engloutir les thermes situés dans la vallée. De nombreux artistes et manifestants réclament l'abandon du projet. Les élus locaux en ont appelé à l'Union européenne et à l'UNESCO pour qu'elles fassent pression sur Ankara. À la fin de l'année 2005, le gouvernement turc avait décidé de suspendre la mise en service du barrage : mais les ruines d'Allianoi sont en sursis.
En août 2010, malgré les protestations, la décision a été prise de procéder à des consolidations (mortier de protection sur les arases de murs) afin de réensevelir l'ensemble du site. En 2011, le barrage de Yortanlı a été mis en eau.